# Foggite
La foggite è un minerale.